# Zimttaube
Die Zimttaube oder auch Weißmaskentaube (Aplopelia larvata, Syn.: Columba larvata) ist eine kleine, vergleichsweise plump gebaute und bodenbewohnende Art der Taubenvögel, die in Bergwäldern der Afrotropis vorkommt. Sie wurde ursprünglich in die Gattung der Feldtauben (Columba) gestellt, wird heute aber der monotypischen Gattung Aplopelia zugeordnet.
Die Bestandssituation der Zimttaube wurde 2016 in der Roten Liste gefährdeter Arten der IUCN als „Least Concern (LC)“ = „nicht gefährdet“ eingestuft. Es werden mehrere Unterarten unterschieden.

## Erscheinungsbild

### Körpermaße und unbefiederte Körperpartien
Die Zimttaube erreicht eine Körperlänge von 25 bis 29 Zentimetern und ist damit etwa so groß wie eine Lachtaube. Auf das Schwanzgefieder entfallen davon 9,1 bis 11,7 Zentimeter. Die Flügellänge beträgt 14,3 bis 15,4 Zentimeter. Der Schnabel ist mit 2 bis 2,2 Zentimeter im Verhältnis zur Körpergröße vergleichsweise lang. Das Gewicht liegt zwischen 146 und 151 Gramm.
Die Iris ist entweder korallenrot, rotbraun oder violettrot. Der Schnabel ist schwarz, die Beine und Füße sind rot bis rotviolett.

### Adulte Vögel
Die Stirn und das Gesicht sind weiß und gehen dann allmählich in einen blassen Zimtton auf dem Scheitel über. Der Nacken, der Hals und der Mantel sind dunkler mit einem leicht violetten Schimmer. Der Mantel hat dabei ein stärker irisierendes Gefieder als Hals und Nacken. Die Schultern und die Flügeldecken sowie der Rücken, der Bürzel, die Oberschwanzdecken und das mittlere Steuerfederpaar sind dunkel olivbraun. Die äußeren Steuerfedern sind schwarzbraun mit breiten, mattgrauen Federspitzen.
Das Kinn und die Kehle sind weiß und gehen dann in einen leicht rötlichen Zimtton über. Die Flanken und die Unterschwingen sind rotbraun. Die Unterschwanzdecken sind kastanienbraun.

### Jungvögel
Jungvögel sind deutlich stärker kastanienbraun als die adulten Vögel gefärbt. Die Flügeldecken und die Schulterfedern sind dunkelbraun quergebändert und haben rostbraune Federsäume.

## Verwechslungsmöglichkeiten
Zimttauben unterscheiden sich auf Grund ihrer Lebensweise und ihres vergleichsweise plumpen Körperbaus von anderen Taubenarten im Verbreitungsgebiet. Eine oberflächliche Ähnlichkeit besteht mit der Glanzkopftaube, der Malherbetaube und der Bronzehalstaube.
Bei der Glanzkopftaube sind die Männchen auf der Körperunterseite mehr mauvefarben und bei den Weibchen ist der Scheitel aschbraun. Bei der Malherbetaube glänzt der Mantel intensiv amethystfarben, das Schwanzgefieder des Weibchens ist schwarzgrau. Bei der Bronzehalstaube weist nur das Weibchen Ähnlichkeit zur Zimttaube auf. Sie unterscheiden sich unter anderem durch die schiefergraue Körperunterseite von der Zimttaube.

## Verbreitungsgebiet der einzelnen Unterarten und Lebensraum
Es werden die folgenden Unterarten unterschieden:
- A. l. inornata – Reichenow, 1892 – Sierra Leone, Südosten von Guinea, Liberia und Westen der Elfenbeinküste; Südosten von Nigeria, Kamerun and Gabun, Bioko und Pagalu.
- A. l. principalis (Hartlaub, 1866) – Príncipe
- A. l. simplex (Hartlaub, 1849) – São Tomé.
- A. l. bronzina (Rüppell, 1837) – Eritrea, Äthiopien und der Südosten des Sudans
- A. l. larvata (Temminck, 1809) – Südsudan über Uganda, den Westen und den Süden von Kenia, der Westen von Tansanias und Malawi bis nach Südafrika.
- A. l. jacksoni Sharpe, 1904 – Südwesten von Uganda und Osten der Demokratischen Republik Kongo bis in den Westen von Tansania.
- A. l. samaliyae C. M. N. White, 1948 – Angola und der Nordwesten von Sambia

Das Verbreitungsgebiet der Zimttaube ist disjunkt. Ihr Lebensraum sind Bergwälder. Im Westen und Süden Afrikas kommt sie bis in Höhenlagen von 2100 Metern vor. In Äthiopien besiedelt sie auch noch Wälder in Höhenlagen bis 3200 Metern. Sie ist auf dichtes Unterholz angewiesen, toleriert aber selektiven Holzeinschlag und kommt auch in Sekundärwald und auf Plantagen vor.

## Lebensweise
Die Zimttaube ist eine scheue, bodenbewohnende Taube, die einzelgängerisch und paarweise lebt. Nur gelegentlich können sich in der Nähe von fruchttragenden Bäumen auch größere Gruppen zusammenfinden. Sie sucht ihre Nahrung am Boden in der Laubschicht und fällt selten auf. Die Nahrung besteht aus einer großen Bandbreite an Samen und auf den Boden gefallenen Früchten. Daneben frisst sie auch Weichtiere und Insekten.
Im Westen ihres Verbreitungsgebietes brütet die Zimttaube von Januar bis Oktober. Im äthiopischen Hochland ist die Brutzeit dagegen auf die Monate März und April beschränkt. Das Nest ist eine substantiellere Plattform aus Zweigen als dies für viele Feldtaubenarten typisch ist. Es wird im Unterholz errichtet und befindet sich gewöhnlich 2,5 Meter oberhalb des Erdbodens. Das Gelege besteht in der Regel aus zwei Eiern, selten auch aus drei. Diese sind cremeweiß bis isabellfarben. Die Brutzeit beträgt lediglich 10 bis 12 Tage. Die Nestlinge sind nach 20 bis 21 Tage flügge und verbleiben bei den Elternvögel für weitere zwei Monate.